# GS arbetslöshetskassa
GS arbetslöshetskassa är en arbetslöshetskassa för de som arbetar i skogs- och trä och grafisk bransch . A-kassan har ungefär 53 000 medlemmar.

## Historik
A-kassan skapades 2008 genom en sammanslagning av Skogs och trä fackets a-kassa och Grafiska arbetarnas a-kassa.

## Om a-kassan
A-kassan har tre kontor som ligger i Nässjö, Östersund och i Stockholm. Kontoret i Stockholm är också huvudkontor. Det finns 37 anställda på GS a-kassa. A-kassan är en medlemsorganisation med myndighetsutövning.